# 诺夫哥罗德半岛
诺夫哥罗德半岛（俄语：Полуостров Новгородский）是滨海边疆区哈桑区的半岛，长超5公里，宽0.3公里到1.4公里，面积6.77平方公里，海拔40米到60米。波西耶特定居点在半岛上。